# Persone di cognome Hart
| Questa pagina contiene informazioni ricavate automaticamente dalle voci biografiche con l'ausilio del template Bio e di un bot. L'aggiornamento è periodico e automatico e ricostruisce completamente la pagina. Se manca una persona in questa lista, sei pregato di non aggiungerla, ma accertati piuttosto che la sua voce biografica contenga il template Bio e che i dati anagrafici siano correttamente compilati. Se il template Bio manca, inseriscilo tu stesso o, in alternativa, metti l'avviso {{tmp\|Bio}} che ne segnala la mancanza. Se i dati riportati sono sbagliati, correggi direttamente la voce biografica; le modifiche saranno visibili in questa lista entro pochi giorni. Per chiarimenti vedi il progetto antroponimi. La lista contiene solo le 95 persone che sono citate nell'enciclopedia e per le quali è stato implementato correttamente il template Bio. Pagina aggiornata al 7 giu 2025. |

Questa è una lista di persone presenti nell'enciclopedia che hanno il cognome Hart, suddivise per attività principale.

## Allenatori di atletica leggera(1)
- Clyde Hart, allenatore di atletica leggera statunitense (Arkansas, n. 1935)

## Allenatori di calcio(2)
- Paul Hart, allenatore di calcio e ex calciatore inglese (Golborne, n. 1953)
- Stephen Hart, allenatore di calcio e ex calciatore trinidadiano (San Fernando, n. 1960)

## Ammiragli(1)
- Thomas C. Hart, ammiraglio statunitense (Davison, n. 1877 - Sharon, † 1971)

## Arcivescovi cattolici(1)
- Denis James Hart, arcivescovo cattolico australiano (Melbourne, n. 1941)

## Astronauti(1)
- Terry Hart, ex astronauta statunitense (Pittsburgh, n. 1946)

## Attori(6)
- Christopher Hart, attore canadese (Nanaimo, n. 1961)
- Ian Hart, attore britannico (Liverpool, n. 1964)
- John Hart, attore statunitense (Los Angeles, n. 1917 - Rosarito, † 2009)
- Kevin Hart, attore e comico statunitense (Filadelfia, n. 1979)
- Teddy Hart, attore statunitense (New York, n. 1897 - Los Angeles, † 1971)
- William S. Hart, attore e regista statunitense (Newburgh, n. 1864 - Newhall, † 1946)

## Attrici(9)
- Aiysha Hart, attrice britannica (Londra, n. 1990)
- Christina Hart, attrice statunitense (Lock Haven, n. 1949)
- Dolores Hart, attrice e religiosa statunitense (Chicago, n. 1938)
- Dorothy Hart, attrice statunitense (Cleveland, n. 1922 - Asheville, † 2004)
- Emily Hart, attrice statunitense (Smithtown, n. 1986)
- Flo Hart, attrice statunitense (Liverpool, n. 1893 - Germantown, † 1960)
- Melissa Joan Hart, attrice e regista statunitense (Smithtown, n. 1976)
- Roxanne Hart, attrice statunitense (Trenton, n. 1952)
- Ruth Hart, attrice statunitense (Jacksonville, n. 1886 - New York, † 1952)

## Attrici pornografiche(1)
- Veronica Hart, ex attrice pornografica statunitense (Las Vegas, n. 1956)

## Batteristi(1)
- Billy Hart, batterista statunitense (Washington, n. 1940)

## Calciatori(7)
- Cor van der Hart, calciatore e allenatore di calcio olandese (Amsterdam, n. 1928 - Amsterdam, † 2006)
- Ed Hart, calciatore statunitense (St. Louis, n. 1903 - St. Louis, † 1974)
- Ernest Hart, calciatore inglese (Overseal, n. 1902 - † 1954)
- Florian Hart, ex calciatore austriaco (Linz, n. 1990)
- Joe Hart, ex calciatore inglese (Shrewsbury, n. 1987)
- Mickey van der Hart, calciatore olandese (Amstelveen, n. 1994)
- Wes Hart, ex calciatore statunitense (Hollister, n. 1977)

## Cantanti(4)
- Corey Hart, cantante e polistrumentista canadese (Montréal, n. 1962)
- Esther Hart, cantante olandese (Epe, n. 1970)
- Grant Hart, cantante, batterista e polistrumentista statunitense (South Saint Paul, n. 1961 - Minneapolis, † 2017)
- Linda Hart, cantante e attrice statunitense (Dallas, n. 1950)

## Cantautrici(1)
- Beth Hart, cantautrice statunitense (Los Angeles, n. 1972)

## Cestisti(4)
- Jarrett Hart, ex cestista britannico (Londra, n. 1980)
- Jason Hart, ex cestista e allenatore di pallacanestro statunitense (Los Angeles, n. 1978)
- Josh Hart, cestista statunitense (Silver Spring, n. 1995)
- Khallid Hart, ex cestista statunitense (Nashville, n. 1994)

## Compositori(1)
- Jimmy Hart, compositore e musicista statunitense (Jackson, n. 1944)

## Danzatori(1)
- John Hart, ballerino, coreografo e direttore artistico britannico (Londra, n. 1921 - Salt Lake City, † 2015)

## Dirigenti sportivi(1)
- Johnny Hart, dirigente sportivo, allenatore di calcio e calciatore inglese (Golborne, n. 1928 - Warrington, † 2018)

## Drammaturghi(1)
- Moss Hart, commediografo e regista teatrale statunitense (New York, n. 1904 - Palm Springs, † 1961)

## Filosofi(1)
- Herbert Lionel Adolphus Hart, filosofo e giurista britannico (Harrogate, n. 1907 - Oxford, † 1992)

## Fumettisti(1)
- Johnny Hart, fumettista statunitense (Endicott, n. 1931 - Nineveh, † 2007)

## Giocatori di curling(2)
- Richard Hart, ex giocatore di curling canadese (Toronto, n. 1968)
- Wayne Hart, giocatore di curling canadese (Vauxhall, n. 1949)

## Giocatori di football americano(7)
- Bobby Hart, giocatore di football americano statunitense (Lauderhill, n. 1994)
- Cam Hart, giocatore di football americano statunitense (Baltimora, n. 2000)
- Doug Hart, giocatore di football americano statunitense (Fort Worth, n. 1939 - Minneapolis, † 2020)
- Jim Hart, ex giocatore di football americano statunitense (Evanston, n. 1944)
- Leon Hart, giocatore di football americano statunitense (Pittsburgh, n. 1928 - South Bend, † 2002)
- Penny Hart, giocatore di football americano statunitense (n. 1996)
- Taylor Hart, giocatore di football americano statunitense (Tualatin, n. 1991)

## Informatici(1)
- Michael Hart, informatico, scrittore e attivista statunitense (Tacoma, n. 1947 - Urbana, † 2011)

## Modelle(1)
- Jessica Hart, supermodella australiana (Sydney, n. 1986)

## Musicisti(1)
- Mark Hart, musicista e polistrumentista statunitense (Fort Scott, n. 1953)

## Pallavoliste(1)
- Alexis Hart, pallavolista statunitense (n. 1998)

## Parolieri(2)
- Charles Hart, paroliere britannico (Londra, n. 1961)
- Lorenz Hart, paroliere e librettista statunitense (New York, n. 1895 - New York, † 1943)

## Pianisti(1)
- Clyde Hart, pianista e arrangiatore statunitense (Baltimora, n. 1910 - New York, † 1945)

## Piloti automobilistici(1)
- Brian Hart, pilota automobilistico e imprenditore britannico (Enfield, n. 1936 - Epping, † 2014)

## Piloti motociclistici(1)
- Carey Hart, pilota motociclistico statunitense (Las Vegas, n. 1975)

## Poeti(1)
- Kevin Hart, poeta, critico letterario e filosofo australiano (Australia, n. 1954)

## Politiche(1)
- Melissa Hart, politica statunitense (Pittsburgh, n. 1962)

## Politici(2)
- Gary Hart, politico statunitense (Ottawa, n. 1936)
- Ossian Bingley Hart, politico e avvocato statunitense (Jacksonville, n. 1821 - Jacksonville, † 1874)

## Pugili(1)
- Marvin Hart, pugile statunitense (Louisville, n. 1876 - Fern Creek, † 1931)

## Rapper(1)
- Young Dro, rapper statunitense (Atlanta, n. 1979)

## Rugbisti a 15(2)
- John Hart, ex rugbista a 15 inglese (Londra, n. 1982)
- John Hart, ex rugbista a 15, allenatore di rugby a 15 e dirigente sportivo neozelandese (Auckland, n. 1946)

## Sceneggiatori(1)
- James V. Hart, sceneggiatore, scrittore e produttore cinematografico statunitense (Fort Worth, n. 1947)

## Scenografe(1)
- Elizabeth Polunin, scenografa e pittrice britannica (Ashford, n. 1887 - † 1950)

## Scenografi(1)
- Jay Hart, scenografo statunitense

## Scrittori(3)
- Heinrich Hart, scrittore tedesco (Wesel, n. 1855 - Tecklenburg, † 1906)
- John Hart, scrittore statunitense (Durham, n. 1965)
- Julius Hart, scrittore tedesco (Münster, n. 1859 - Berlino, † 1930)

## Scrittrici(2)
- Carolyn Hart, scrittrice statunitense (n. 1936)
- Josephine Hart, scrittrice, produttrice teatrale e personaggio televisivo irlandese (Mullingar, n. 1942 - Londra, † 2011)

## Scultori(1)
- Jim Hart, scultore canadese (Masset, n. 1952)

## Soprani(1)
- Megan Marie Hart, soprano e cantante lirica statunitense (Santa Monica, n. 1983)

## Storici(1)
- Albert Bushnell Hart, storico statunitense (Clarksville, n. 1854 - Boston, † 1943)

## Tenniste(1)
- Doris Hart, tennista statunitense (Saint Louis, n. 1925 - Coral Gables, † 2015)

## Teologi(1)
- David Bentley Hart, teologo e saggista statunitense (n. 1965)

## Velocisti(2)
- Eddie Hart, ex velocista statunitense (Martinez, n. 1949)
- Shavez Hart, velocista bahamense (Coopers Town, n. 1992 - North Abaco, † 2022)

## Vescovi cattolici(1)
- Joseph Hubert Hart, vescovo cattolico statunitense (Kansas City, n. 1931 - Cheyenne, † 2023)

## Wrestler(6)
- Stu Hart, wrestler canadese (Saskatoon, n. 1915 - Calgary, † 2003)
- Bret Hart, ex wrestler canadese (Calgary, n. 1957)
- Bruce Hart, ex wrestler canadese (Alberta, n. 1950)
- Julia Hart, wrestler statunitense (Cambridge, n. 2001)
- Keith Hart, ex wrestler canadese (Great Falls, n. 1951)
- Owen Hart, wrestler canadese (Calgary, n. 1965 - Kansas City, † 1999)

## Senza attività specificata(2)
- Eva Hart, inglese (Ilford, n. 1905 - Chadwell Heath, † 1996)
- Evelyn Hart, ex ballerina canadese (Toronto, n. 1956)